# Suka (Indonesië)
Suka is een bestuurslaag in het regentschap Karo van de provincie Noord-Sumatra, Indonesië. Suka telt 4518 inwoners (volkstelling 2010).